# Dieffenbachia longispatha
Dieffenbachia longispatha är en kallaväxtart som beskrevs av Adolf Engler och Kurt Krause. Dieffenbachia longispatha ingår i släktet prickbladssläktet, och familjen kallaväxter. Inga underarter finns listade.